# Hamoir
Hamoir är en kommun i Belgien.   Den ligger i provinsen Liège och regionen Vallonien, i den östra delen av landet, 100 km sydost om huvudstaden Bryssel. Antalet invånare är 3 762.
I omgivningarna runt Hamoir växer i huvudsak blandskog. Runt Hamoir är det ganska tätbefolkat, med 65 invånare per kvadratkilometer.